# Adamsville (Pensilvânia)
Adamsville é uma Região censo-designada localizada no estado norte-americano de Pensilvânia, no Condado de Crawford.

## Demografia
Segundo a última atualização do Censo norte-americano em 2010, sua população era composta por apenas 67 habitantes; em 2000, sua população era de 117 habitantes.

## Geografia
De acordo com o United States Census Bureau tem uma área de 0,4 km², totalmente cobertos por terra.

## Localidades na vizinhança
O diagrama seguinte representa as localidades num raio de 12 km ao redor de Adamsville.